# Parafia Najświętszego Serca Jezusa w Drobninie
Parafia Najświętszego Serca Jezusa w Drobninie – rzymskokatolicka parafia w Drobninie, należy do dekanatu rydzyńskiego archidiecezji poznańskiej. Została erygowana 21 grudnia 1933 roku.